# EMD GP60
EMD GP60 — американский 4-осный магистральный грузовой тепловоз типа 20-20. Считается первым тепловозом третьего поколения фирмы EMD, которая выпускала его с 1985 по 1994 гг.

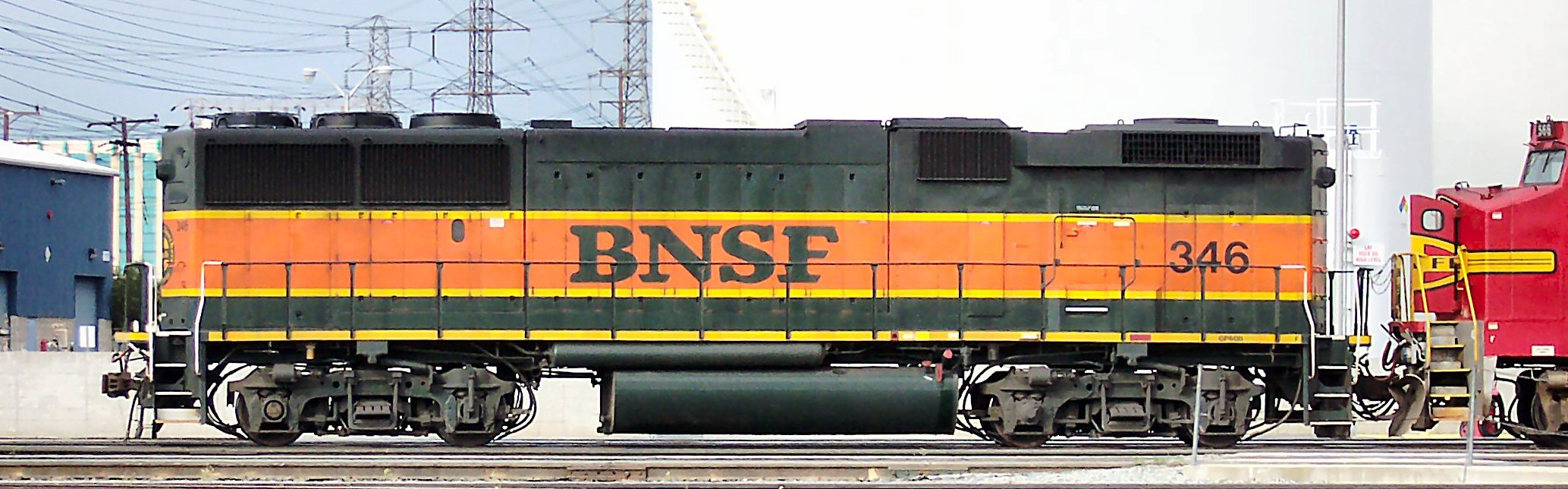
Модель GP60B

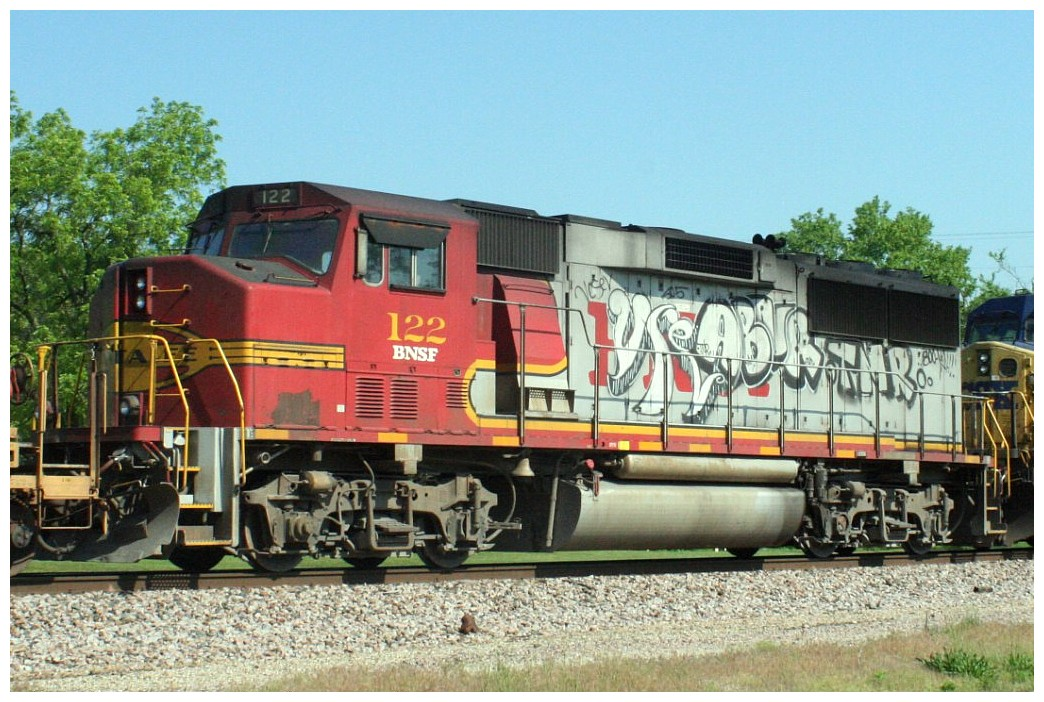
Модель GP60M

Конструктивно GP60 является модернизированной версией GP59, но вместо устаревших реле применены микропроцессорные схемы, которые обеспечивают автоматику управления системами охлаждения дизеля и топливоподачей. Всего было выпущено 294 тепловозов GP60, которые в общей сложности поступили на 8 дорог. Также были выпущены 63 тепловоза модели GP60M и 23 GP60B. Все GP60M и GP60B эксплуатировались на дороге Santa Fe (теперь Burlington Northern and Santa Fe Railway).